# Улица Серафимовича (Ростов-на-Дону)
У́лица Серафимо́вича — одна из основных улиц Ростова-на-Дону.
Находится в центре города и является одной из старейших его улиц. Ранее называлась Казанская улица. Первое упоминание о ней датируется 28 декабря 1784 года в архивах крепости Дмитрия Донского. По состоянию на 1840—1850 годы в городе было 14 улиц: 6 продольных и 8 поперечных, среди которых и Казанская.

## История

Информационная табличка

На первом плане города Ростова за 1811 год в бывшем Солдатском форштадте крепости на пересечении Казанской улицы (ул. Серафимовича) и Казанского (теперь Газетного) переулка указана церковь, которая к тому времени становится каменным храмом. История Казанской церкви — одной из первых церквей в Ростовской крепости уходит к 1760 году. Тогда это была однопрестольная ещё деревянная церковь. Этот храм, освященный во имя Казанской иконы Божьей Матери, 1805 года становится трехпрестольным. Казанскую церковь, давшую название улице и переулку города, разрушили в 1931 году. На её фундаменте соорудили школу № 39, которая в 1936 году открыла двери для первых учеников. Во время войны здание школы использовалось по госпиталь.
Берёт начало от Доломановского переулка и проходит параллельно улице Большой Садовой до Ворошиловского проспекта.
На улице Серафимовича находятся:

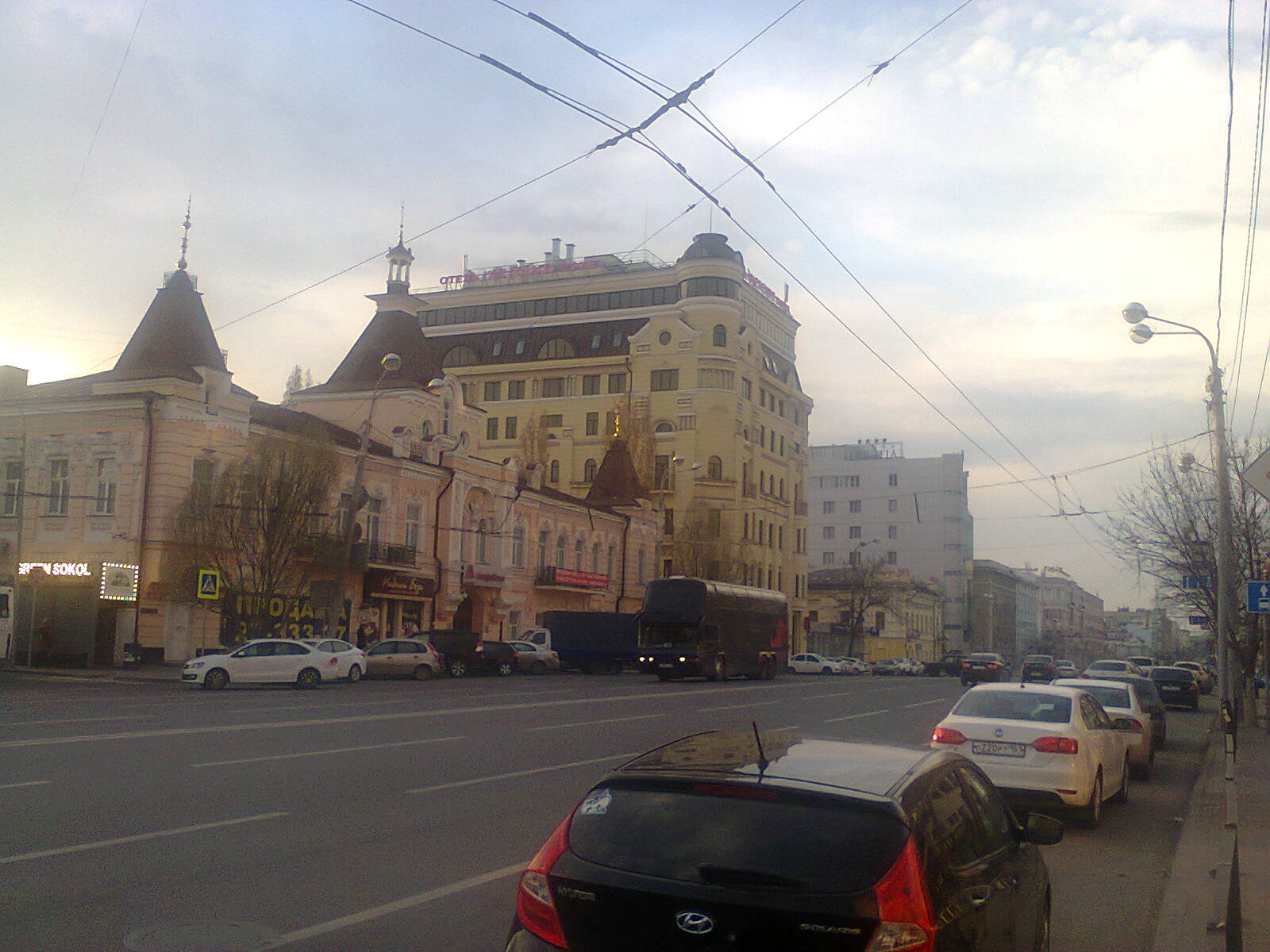
Гостиница Mercure

- Ростовское художественное училище им. М. Б. Грекова
- Детская музыкальная школа им. М. М. Ипполитова-Иванова
- Гостиница Mercure (бывший Доходный дом начала XX века)
- Современный бизнес-центр «Купеческий двор»
- Здание Администрации Кировского района города
- Особняк Великановой
- Клуб приказчиков
- Водолечебница Рындзюна

На улице Серафимовича была расположена библиотека им. К. Маркса, где хранилось наибольшее в области собрание книг писателя, многочисленные газеты и журналы с его произведениями. Здесь же построены в годы Советской власти здания 39-й и 55-й школ. В здании, где апреле 1918 года заседал I съезд Советов Донской республики, располагался до конца XX века театр музыкальной комедии.

## Объекты улицы
| Номер дома | Изображение | Архитектура |
| ---------- | ----------- | --- |
| 15         |             | Особняк Великановой. Здание построено в 1880-е годы предположительно по проекту архитектора Н. А. Дорошенко в стиле эклектика. Дом строился в 1884—1890 годах на средства ростовского купца Семёна Ивановича Великанова для его дочери Пелагеи. В особняке насчитывалось 28 комнат и фонтан во дворе. Здание двухэтажное с подвалом и одноэтажным крылом. Восточная часть здания имеет двухъярусный декоративный портик с треугольным фронтоном. Аттик над зданием украшен тумбами. На крайних тумбах ранее стояли декоративные вазы. Центральная тумба украшена пальметой. Здание имеет единый антаблемент из карниза с сухариками и зубчиками, фриза выполнена с триглифами. Простенки окон между пилястрами портика оформлены малыми ионическими пилястрами на первом этаже и тосканскими пилястрами на втором этаже. Над парадным входом выполнена лоджия фланкированная тосканскими колоннами. Архитектурный облик здания определяет рустовка на первом этаже, надоконные и подоконные геометрические вставки, Эмблемы в венчающих частях лопаток, розетки и грифоны во фризах. Особняк представляет неоклассическое направление эклектики в историческом районе города Ростова-на-Дону. В настоящее время здание занимает Ростовский художественный техникум им. М. Б. Грекова. Особняк Великановой имеет статус объекта культурного наследия регионального значения. |
| 19         |             | Жилой дом А. С. Барановой. Ныне жилой дом. Здание построено в 1880-е годы в стиле эклектика. В его оформлении использованы мотивы ренессанса и барокко. Архитектурно-художественный облик здания формируют: подоконные междуэтажные тяги, венчающий карниз, наличники и контрналичники с декоративным замковыми камнями проемов первого этажа, контрналичники с «ушками» и сандрики сложной ступенчатой конфигурации, объединённые архитравом с валиком, обрамление окон второго этажа объединены простеночными поясами с «бриллиантовыми квадратами» в поле наличника. К настоящему времени не сохранились плиты балкона и завершение аттика. Ценный элемент фоновой застройки XIX века. Отражает стилистическое многообразие исторической застройки города. |
| 23         |             | Жилой дом Е. А. Паршиной. Ныне Жилой дом. Здание построено в конце XIX века. В его оформлении использован штукатурный и лепной декор, характерный для неоклассического направления эклектики. Архитектурно-художественный облик здания определяют: обрамление оконных проемов профилированными наличниками и сандриками сложной конфигурации на декоративных кронштейнах, междуэтажная и подоконная тяги, лепной растительный цветочный декор, помещенный над окнами основного этажа. По красной линии, в створе с домом, расположены кирпичные арочные ворота. Сохранились их первоначальные кованные ажурные полотна, а также решетки нескольких окон. Утрачены ставни-жалюзи, установлены новые решетки на окнах, есть значительные трещины. В 1913 году дом принадлежал Е. А. Паршиной, урождённой Кабатченко. Памятник архитектуры конца XIX. |
| 53         |             | Доходный дом М. В. Эвериус. Ныне РОСГОРСПРАВКА. Здание построено в конце XIX века в стиле эклектика. В его оформлении использованы элементы декора, характерные для классицизма и барокко. Архитектурно-художественный облик постройки определяют рустонка простенков первого этажа и ракреповок, обрамление оконных проемов второго декоративными пилястрами и треугольными профилированными сандриками. Сохранились кованые ажурные ограждения балконов. Утрачены завершения аттиков. В 1913 году здание принадлежит М. В. Эйберсу. Памятник гражданской архитектуры конца XIX века. |
| 59         |             | Жилой дом. Здание построено в последней четверти XIX века. В его оформлении использованы приемы и элементы декора характерные для классицизма и барокко. Архитектурно-художественный облик постройки определяют: рустовка простенков обоих этажей, обрамление оконных проемов декоративными пилястрами и прямоугольными сандриками, замковые камни, лепной декор. Утрачены завершения аттиков, полотна ворот в проезде, часть оконных переплетов. Памятник гражданской архитектуры последней четверти XX века, отражает стилистическое многообразие застройки исторического центра город. |
| 62         |             | Бывшее здание телеграфа. С 1986 года в здании располагается СКФ МТУСИ — Северо-Кавказский филиал Московского технического университета связи и информатики. Здание построено в 1914 году по проекту архитектора П. Любимова. В его оформлении использован приемы и декор, характерные для неоклассического направления стиля модерн. Парадный вход акцентирован балконом-навесом на колоннах дорического ордера, ограждают балкон угловые тумбы и билюстрада. Архитектурна-художественный облик здания определяют также: гигантские полуколонны композиционного ордера, объединяющие верхние этажи, рустовка простенков, лепной и штукатурный декор. Здание сложной конфигурации в плане с пристройкой к западному фасаду, четырёхэтажное с подвалом и многоскатной крышей, кирпичное. Памятник общественной архитектуры начала XX века. |
| 80         |             | Жилой дом А. А. Чиликина. Ныне жилой дом. Здание построено в конце XIX века в неоклассическом стиле. Архитектурно-художественный облик здания определяют: обрамление окон второго этажа наличниками и контрналичниками с ушками и замковыми камнями, прямоугольные сандрики на кронштейнах над ними, подоконные ниши, рустовка первого этажа, междуэтажная и подоконные тяги, профилированный венчающий карниз и др. Утрачено первоначальное ограждение балкона, тумбы и решетки парапета и парадная дверь. Здание прямоугольное в плане, двухэтажное, с подвалом и четырёхскатной крышей, кирпичное. В 1913 году дом принадлежал А. А. Чиликину. Памятник гражданской архитектуры конца XIX века |
| 82         |             | Жилой дом М. А. Касьяненко. Ныне жилой дом. Здание построено в конце XIX века в неоклассическом стиле. Симметрию фасада подчеркивают крайние и центральная раскреповки. Последняя завершена дугообразным фронтоном и аттиком сложной конфигурации и выделена балконом с выгнутым абажурным решетчатым ограждением. Заложена полуциркульная честь балконного проема, утрачено завершение аттика. Здание прямоугольное в плане, двухэтажное, с четырёхскатной крышей, кирпичное. В 1913 принадлежал М. А. Касьяненко. Памятник гражданской архитектуры конца XIX. |
| 89         |             | Доходный дом М. Б. Рындзюн. Ныне в здании размещается инспекция госстраха Кировского района. Здание построено в начале XX века. В оформлении использованы элементы декора, характерные для неоклассического направления стиля модерн. Фасад решен просто и лаконично. Архитектурно-художественный облик здания определяют: рустовка простенков нижних этажей, карниз, междуэтажная тяга, а также декор в подоконных нишах третьего этажа и на фризе антамблена верхнего портика. Заменены первоначальные ограждения балконов, парадные двери и часть оконных переплетов. В 1913 году владельцем дома была Матильда (Матля) Борисовна Рындзюн (жена доктора медицины И. Г. Рындзюна). Памятник гражданской архитектуры. |
| 95         |             | Особняк Г. Ф. Трестер. Ныне аварийный дом. Здание построено в начале XX века. В оформлении использованы приемы и стилизованные элементы декора, характерные для неоклассического направления стиля модерн. В композиции преобладают крайние раскреповки, с дугообразными завершениями, которые акцентируют парадный вход и въезд. Архитектурно-художественный облик здания определяют: обрамление оконных проемов наличниками, украшенными солярными знаками и геометрическим орнаментом, рустовка простенков первого этажа и архивольт люнетов, дугообразные контрналичники дверного проема и въезда, декоративные парные кронштейны, поддерживающие карниз, а также декор: венки, гирлянды с солярными знаками и др. Сохранилась первоначальная двухстворчатая дверь с фрамугой, ажурные кованные полотна въезда. Утрачено первоначальное обрамление балкона. Здание имеет много трещин и дыр. В 1913 году дом принадлежал Г. Ф. Трестер Памятник гражданской архитектуры начала XX века, отражает стилистическое многообразие застройки исторического центра города. |

## Фотогалерея

Здания на улице Серафимовича
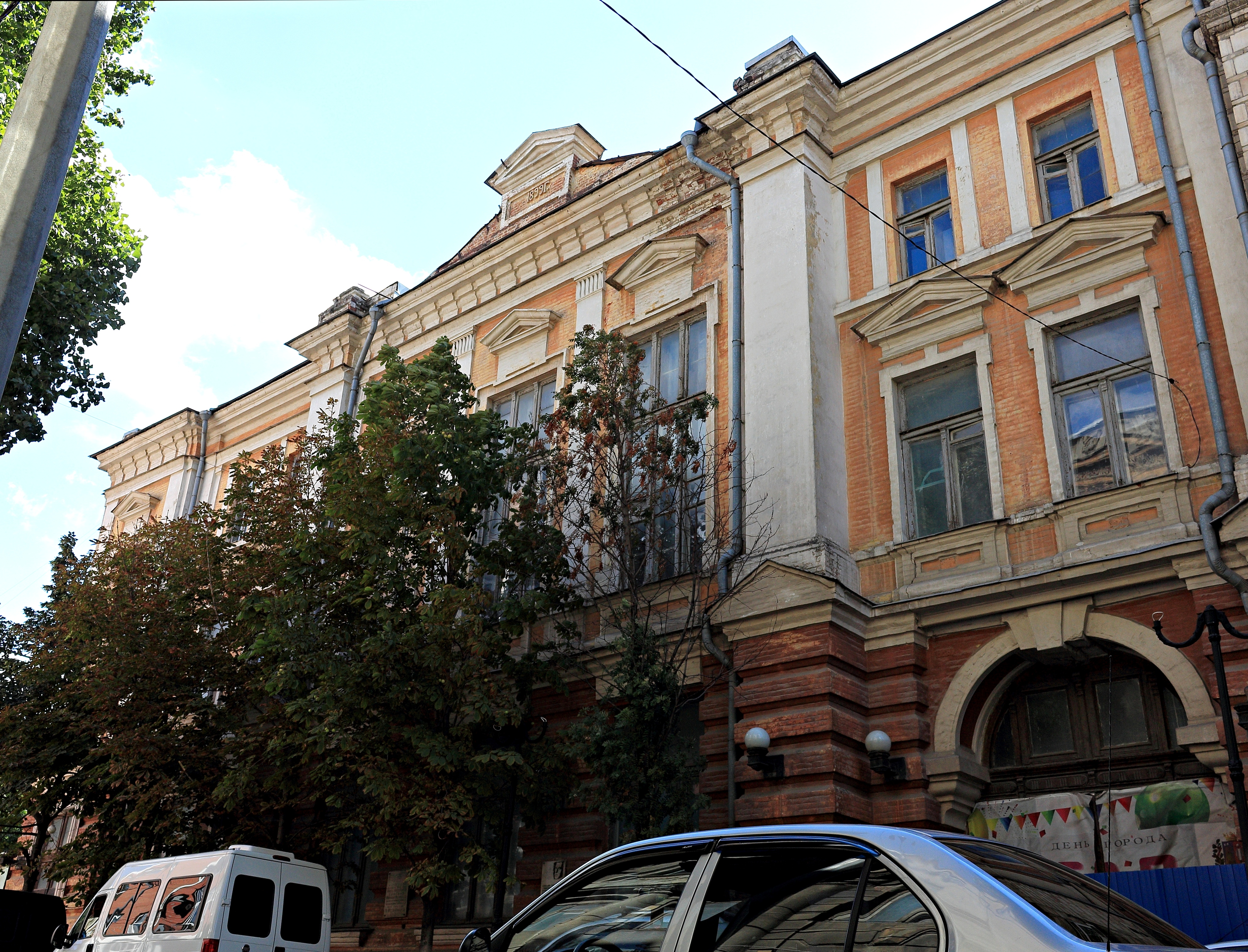
Бывший Клуб приказчиков
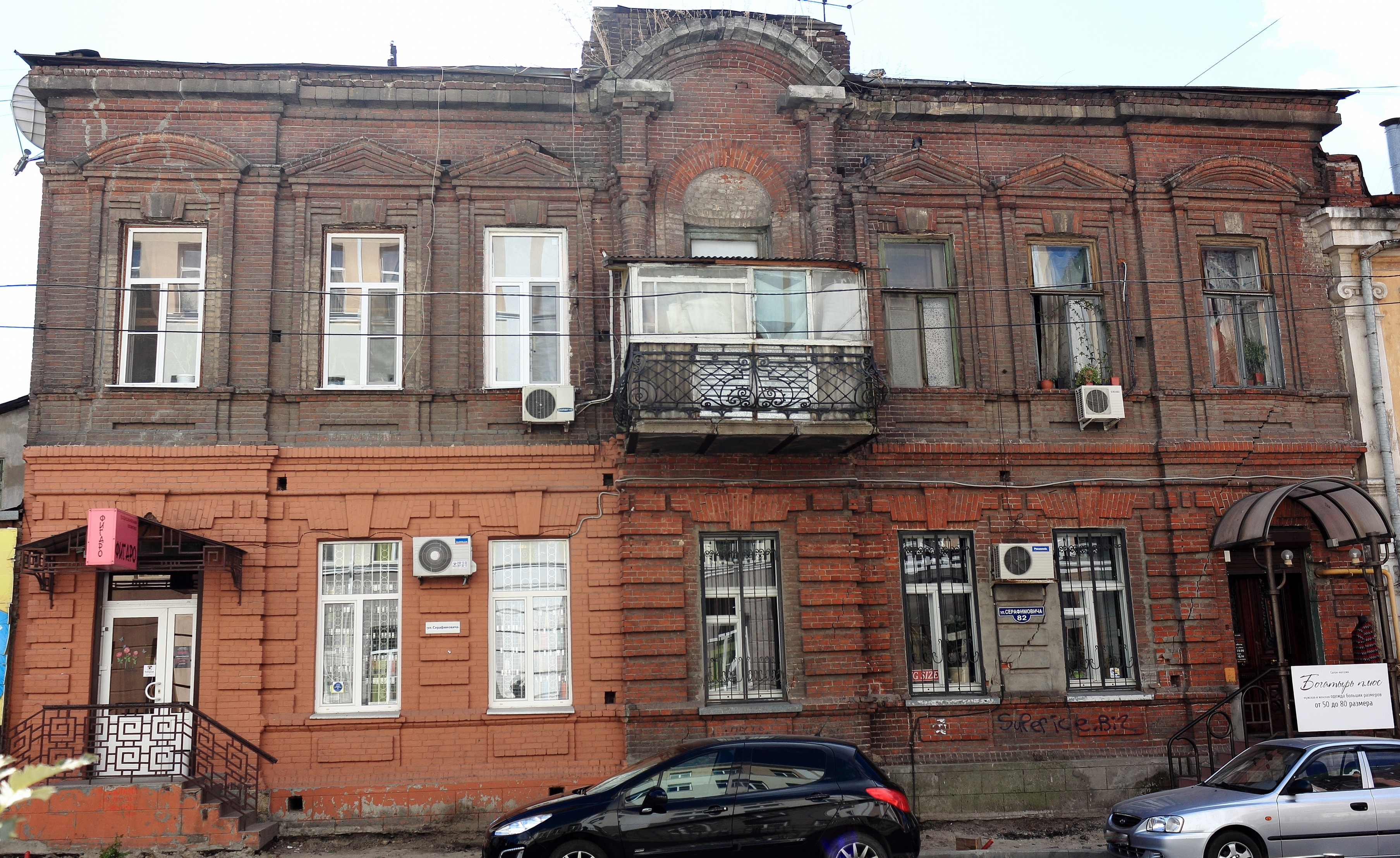
Доходный дом В. Л. Дмитренко
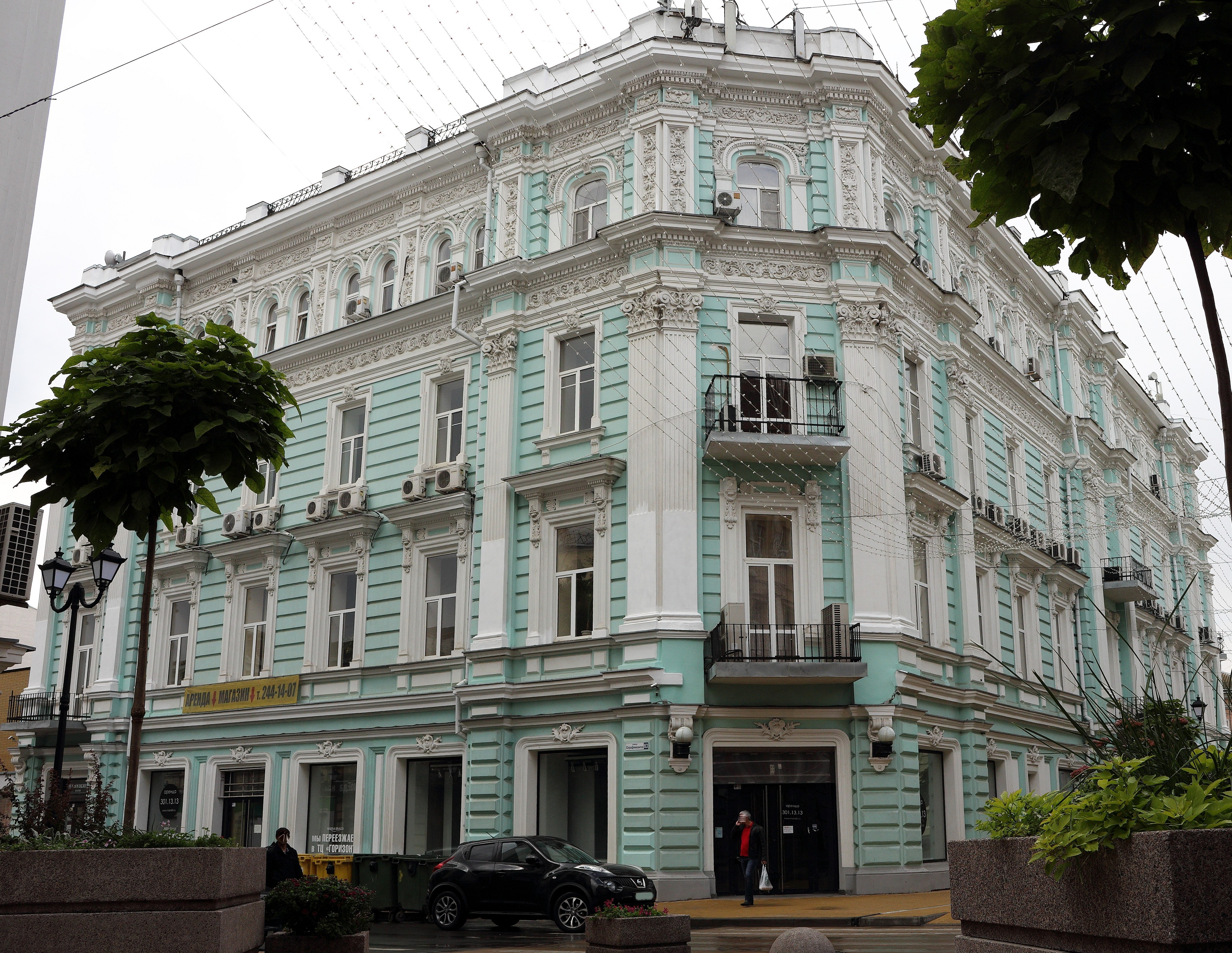
Доходный дом С. И. Великанова на пересечении с Соборным переулком
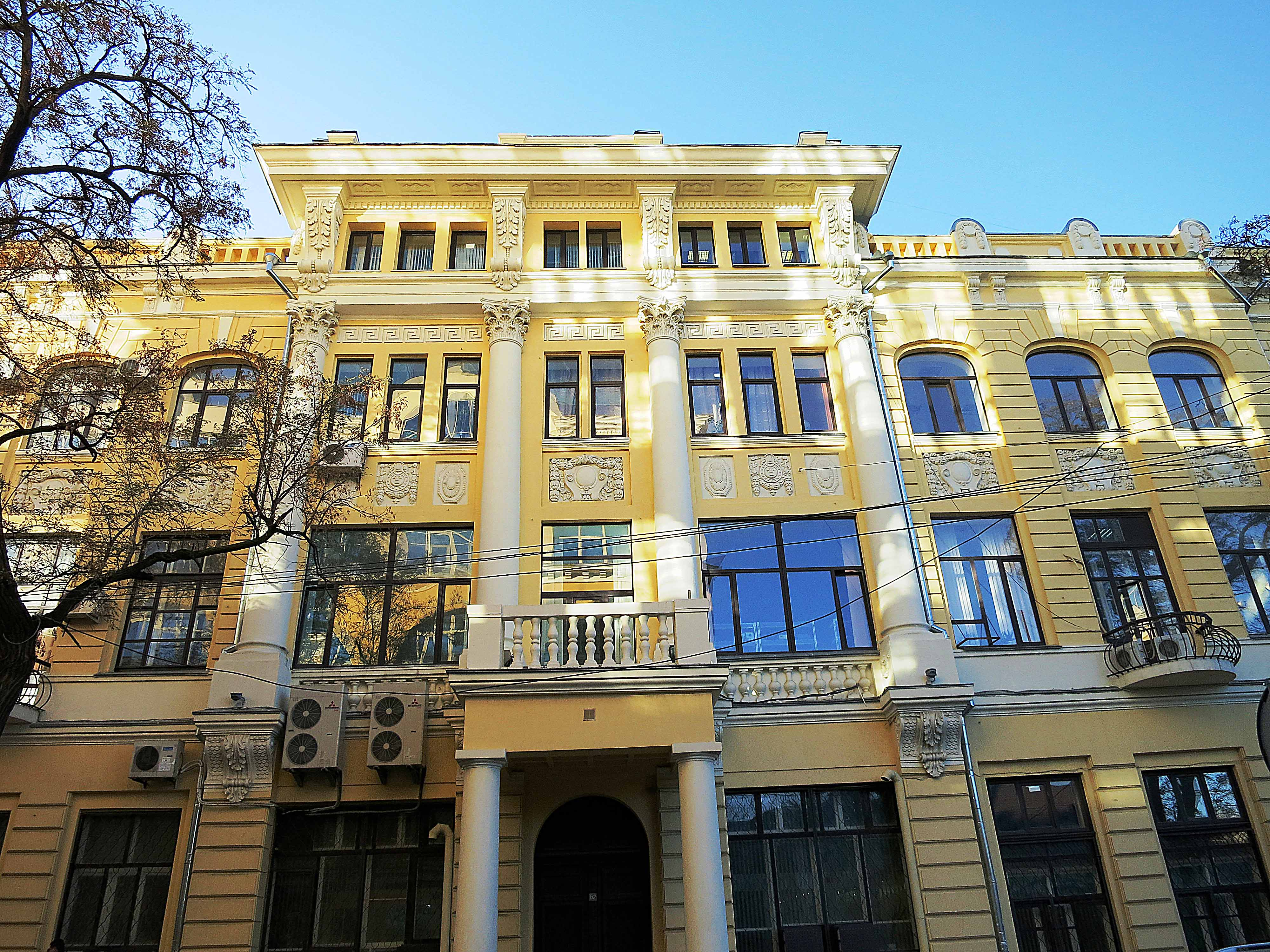
Здание телеграфа, бывший Доходный дом А. Н. Фрумсона (деда наркома внешней торговли А. П. Розенгольца)
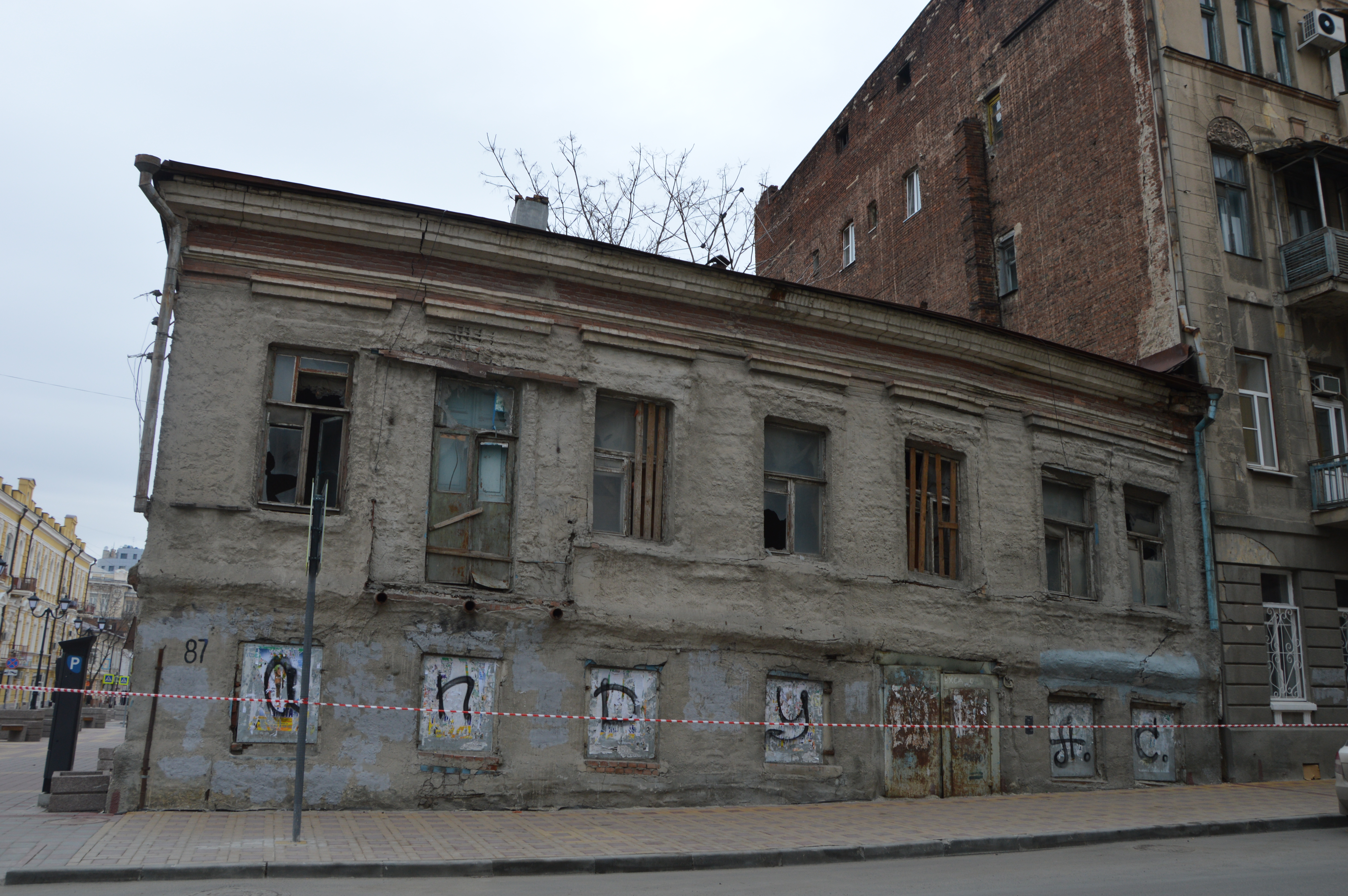
Ростов-на-Дону. Аварийный дом
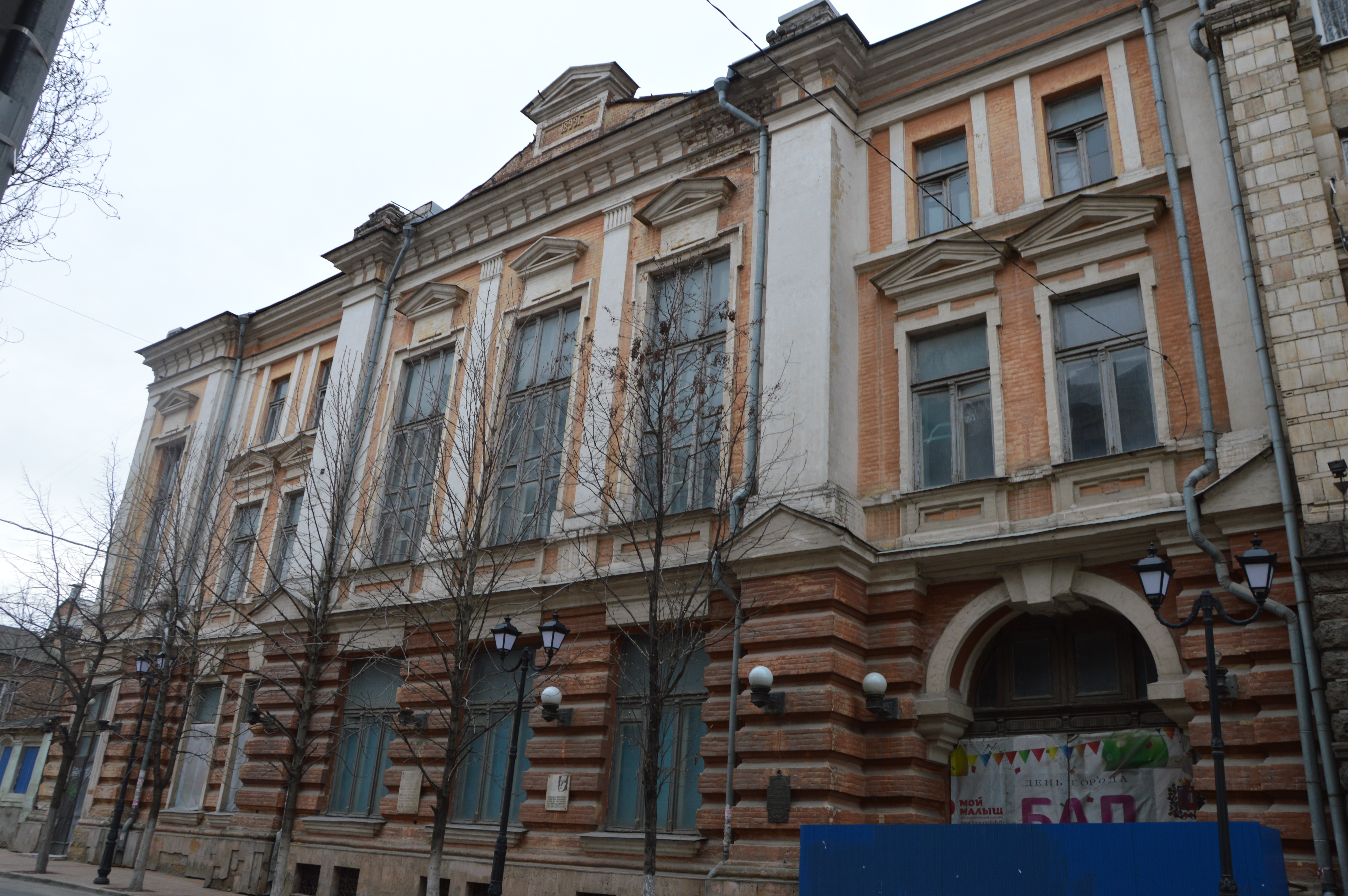
Дом в котором выступал Маяковский
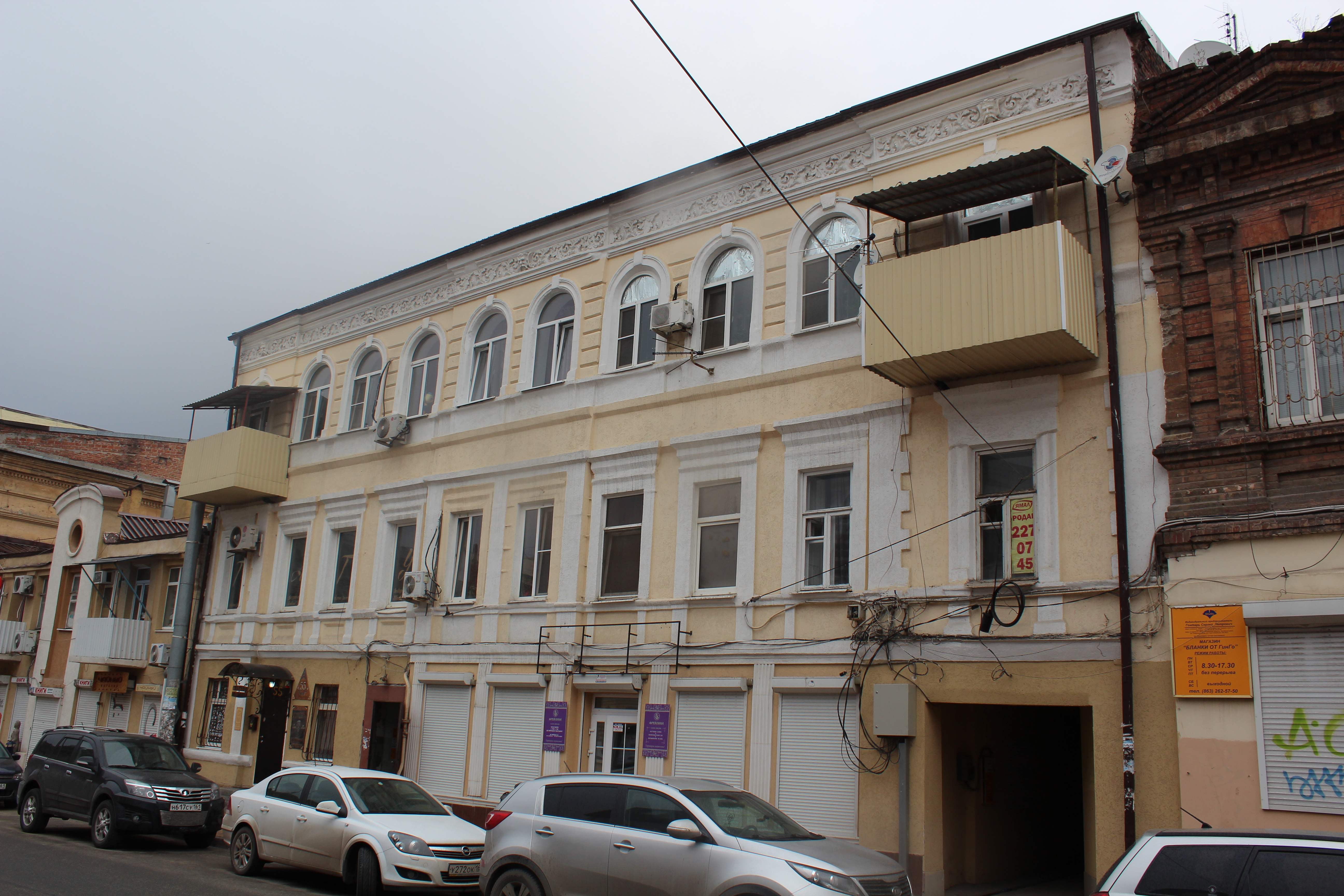
Ростов-на-Дону. Серафимовича,55